# Xavier Vallat
Pour les articles homonymes, voir Vallat.
Xavier Joseph Vallat, né le 23 décembre 1891 à Villedieu (Vaucluse) et mort le 6 janvier 1972 à Annonay (Ardèche), est un avocat, journaliste et homme politique français. Vice-président du groupe parlementaire de la Fédération républicaine dans les années 1930, il évolue de la droite vers l'extrême droite.
Son nom reste attaché aux politiques antisémites en France pendant l'occupation allemande. De 1941 à 1942, il occupe le poste de commissaire général aux questions juives du gouvernement de Vichy. Arrêté à la Libération, il est condamné à dix ans de prison et à la dégradation nationale.

## Biographie

### Militant catholique et parlementaire anti-maçon et antisémite
Xavier Vallat est le dixième des onze enfants de Jean Auguste Cyprien Vallat (1844-1920) et de Thérèse Victorine Morlat (1853-1937). Trois enfants sont morts en bas âge et le  neuvième enfant du couple, Alphonse Marius Alexandre (1890-1915), soldat du 173e régiment d'infanterie, est mort pour la France durant la Grande Guerre. Xavier est né prématurément.  
Xavier Vallat a été élevé dans un milieu profondément catholique. Il milite à l'Association catholique de la jeunesse française avant de devenir un sympathisant du « nationalisme intégral » de l'Action française. Il est un lecteur du journal de Charles Maurras et Léon Daudet à partir de 1908.
Il épouse Marie-Louise Brossard. Leur union sera sans postérité.
Licencié ès lettres, il enseigne à partir d'octobre 1911 au collège catholique d'Aix-en-Provence. Il est alors professeur en classe de 5e. Mais il n'y reste que deux ans, étant appelé à effectuer son service militaire en octobre 1913 au sein du 61e RI caserné à Aix-en-Provence. C'est au sein de cette unité du XVe corps qu'il prend part à la Grande Guerre et qu'il est blessé une première fois, le 26 août 1914. Il est alors âgé de 22 ans. 
Durant le conflit, il est affecté au 114e BCA (bataillon de chasseurs alpins). Il est gravement blessé lors d'un combat, blessure qui lui fait perdre une jambe. Contrairement à ce qui a été souvent écrit, il n'a pas perdu son œil droit durant la Première Guerre mondiale, mais il le cachait simplement à cause d'une maladie.
En 1919, il est élu député de l'Ardèche au scrutin de liste, aux côtés de deux parlementaires éprouvés — les conservateurs catholiques Hyacinthe de Gailhard-Bancel et Jules Duclaux-Monteil — et d'un autre ancien combattant, Pierre Vallette-Viallard, et conseiller général du canton de Saint-Félicien. Le jeune député siège à la Chambre dans le groupe des vingt-sept Indépendants présidé par son mentor, Hyacinthe de Gailhard-Bancel, aux côtés de Léon Daudet. Il est alors un sympathisant de l'Action française. Inscrit depuis 1923 comme avocat au barreau de Paris, il plaide pour des militants de la ligue et pour Daudet. Il participe à un meeting de l'AF en 1925, intègre aussi son Comité d’études législatives et collabore, sous la signature de Vivarès, à L’Action française du Dimanche. Il appuie brièvement le Faisceau de Georges Valois, proche à l'origine de l'AF, puis le quitte sous la pression des dirigeants de l'AF. Il s'éloigne de l'Action française après la condamnation pontificale de 1926 ; il se retire ainsi de son bureau juridique. Toutefois, il côtoie Charles Maurras dans des meetings et loue son action anticommuniste et pacifiste à la fin des années 1930.
Battu aux élections législatives de 1924 — la liste d'union nationale sur laquelle il figure n'a qu'un seul élu, Duclaux-Monteil —, il milite pour la Fédération nationale catholique et intègre l'année suivante son comité exécutif. Il devient l'un de ses principaux conférenciers, dès 1924: il participe ainsi à vingt-quatre congrès diocésains de la FNC entre 1925 et 1930, puis à cinq autres de 1931 à 1939, ce qui fait de lui le 4e orateur le plus important de l'association. Il combat la politique anticléricale du Cartel des gauches et défend l'enseignement catholique. Il réclame dès 1930 la dissolution des obédiences maçonniques. Lecteur de la Revue internationale des sociétés secrètes, il est membre de la Ligue franc-catholique, qui combat la franc-maçonnerie; il participe ainsi à son congrès de 1928 et préside régulièrement ses conférences. Vice-président du groupe parlementaire de Défense contre la franc-maçonnerie, constitué en 1934, il devient membre aussi du comité directeur de l'Union antimaçonnique de France à sa fondation en 1935, aux côtés de parlementaires (Georges Cousin, René Dommange, Philippe Henriot, Gustave Gautherot, etc.), de Pierre Loyer, Louis de Fraguier, Robert Vallery-Radot, Lucien Souchon, etc.. Avec René Dommange, il profite du débat sur le projet de loi sur la dissolution des ligues en décembre 1935 pour déposer un amendement demandant qu’y soient incluses les associations « clandestines ou secrètes » et plus particulièrement la franc-maçonnerie.
Cet ancien combattant mutilé, membre du comité directeur des Légionnaires décorés au péril de leur vie, adhère en 1928 aux Croix-de-Feu — il le revendique lors du débat parlementaire sur les ligues en décembre 1935 — puis rompt avec le colonel de la Rocque en 1936,. Il est membre ensuite du comité directeur des Camarades du feu, qui regroupe des anciens des Croix de feu hostiles à La Rocque. Il plaide pour L'Action française contre La Rocque en 1937. Il plaide également pour le duc Joseph Pozzo di Borgo, membre aussi du comité directeur des Camarades du feu, dans le procès qui l'oppose au colonel de La Roque, et ce catholique va jusqu'à conseiller le suicide au chef du Parti social français. Devant le scandale que cette déclaration provoque dans les milieux catholiques, Vallat démissionne du comité directeur de la FNC en décembre 1937,. Il défend aussi Pozzo di Borgo et le général Édouard Duseigneur, dirigeants de l'UCAD inculpés dans l'affaire de la Cagoule en 1937-1938, ainsi que d'autres cagoulards comme Joseph Darnand ou Jacques Corrèze.
Réélu député en 1928, au scrutin uninominal, il est également élu maire de Pailharès en 1935. Il est réélu député en Ardèche au premier tour des élections de 1932. Il est à la Chambre rapporteur général adjoint de la commission parlementaire enquêtant sur l'Affaire Stavisky ; il en démissionne en février 1935. Il est réélu député en 1936 comme membre de la Fédération républicaine, à laquelle il a adhéré en 1933. Il devient l'un des représentants éminents de ce parti de la droite parlementaire qui se radicalise au cours des années 1930.
Xavier Vallat s'illustre à la chambre comme un excellent orateur. Son adversaire, Ludovic-Oscar Frossard, le qualifie ainsi, en 1937, d'« orateur le plus redoutable de la droite ». C'est une personnalité importante de la droite : il est vice-président du groupe parlementaire (l'URD) de la Fédération républicaine et il obtient 150 voix, le 4 juin 1936, en tant que candidat d'opposition à l'élection du président de la Chambre des députés, poste remporté par Herriot, au lendemain de la victoire du Front populaire, qu'il combat.
Antisémite, il affirme que les Juifs refusent l'assimilation. Il est connu pour l'argumentaire antisémite de son interpellation à la Chambre visant le nouveau président du conseil, Léon Blum, le 6 juin 1936. Il commence par remercier Blum d'avoir nommé des femmes dans son Gouvernement, ajoutant qu'il y voit le signe que le Gouvernement obtiendra très rapidement du Sénat (dominé par les radicaux et les radicaux-socialistes) le vote d'une loi accordant le droit de vote et d'éligibilité aux femmes, ce qu'il appelle de ses vœux, suscitant les vifs applaudissements de la droite et du centre. Puis après avoir mis en cause Jean Zay, Pierre Cot et les communistes, et avoir évoqué les émeutes du 6 février 1934, propos qui suscitent une suspension de séance ordonnée par Herriot, il interpelle le nouveau président du Conseil en déclarant : « Pour la première fois, ce vieux pays gallo-romain sera gouverné par un Juif ». Ces propos soulèvent l'indignation de la gauche, mais Vallat est soutenu à droite. Il déclare ensuite :

« Messieurs, si notre ancien collègue M. Georges Weill (…) était ici, il ne manquerait pas de m'accuser, une fois de plus, d'antisémitisme à la Hitler. Mais, une fois de plus, il se tromperait. Je n'entends pas oublier l'amitié qui me lie à mes frères d'armes israélites. Je n'entends pas dénier aux membres de la race juive qui viennent chez nous le droit de s'acclimater comme tant d'autres qui viennent s'y faire naturaliser. Je dis, parce que je le pense —  et j'ai cette originalité qui, quelquefois, me fait assumer une tâche ingrate, de dire tout haut ce que tout le monde pense tout bas —  que, pour gouverner cette nation paysanne qu'est la France, il vaut mieux avoir quelqu'un dont les origines, si modestes soient-elles, se perdent dans les entrailles de notre sol qu'un talmudiste subtil. »

Enfin, il affirme que Blum a fait des pronostics erronés en politique étrangère. Tels sont les propos officiellement rapportés mais Vallat semble avoir été encore plus violent.

Vallat était habitué à ce genre de propos, ayant accusé en 1934 Blum d'incarner « la voix d'Israël ». L'historien Laurent Joly note ainsi :
« Pour la première fois, un député d’envergure nationale, et non plus un marginal du style Baudry d’Asson, Denis ou Delahaye, défend ouvertement, en l’argumentant, une analyse de l'antisémitisme non racial. Pour la première fois, l’antisémitisme parlementaire vise directement un homme politique juif, non plus sous la forme de développements généraux ou d’insultes fusant de l’hémicycle, mais sous la forme d’une attaque préméditée et rédigée. Il est à noter que Vallat ne se contente pas d’agresser Léon Blum, mais qu’il s’en prend aussi, en passant, à Georges Mandel —  qu’il présente comme « Jéroboam Rothschild » — , censé, pourtant, être l’un de ses amis politiques. »
Au lendemain de cette interpellation antisémite, Vallat reçoit des lettres portant sur cette interpellation ; la plupart de leurs auteurs le félicitent. Il est élu le 24 juin membre du conseil de l’Ordre des avocats, alors que traditionnellement aucun député en exercice n'y siège, qu'il n’était inscrit que depuis une douzaine d’années au tableau de l’Ordre et ne plaidait plus guère depuis son retour à la Chambre en 1928. Il lui a fallu cependant 9 tours pour être élu, à une voix de majorité,. À la Chambre, il est élu quelques jours plus tôt président du groupe transpartisan des députés anciens combattants, mais avec peu de voix et à la suite d'une manœuvre. L'ancien président de ce groupe, le socialiste Camille Planche, fonde alors un groupe dissident avec d'autres députés de gauche. Les deux groupes décident de fusionner en 1940; Vallat décline toute candidature et Georges Scapini est élu président. Enfin, il est élu à l'unanimité vice-président de la Fédération républicaine en octobre 1936. Il est également membre du comité de direction du Parti républicain national et social (PRNS) de Pierre Taittinger à partir de 1937.
Après un échec en 1939, il est élu vice-président de la Chambre en janvier 1940 ; il est toutefois parmi les six vice-présidents élus celui qui obtient le moins de voix : 256 voix pour 418 suffrages exprimés,.

### Au service du régime de Vichy

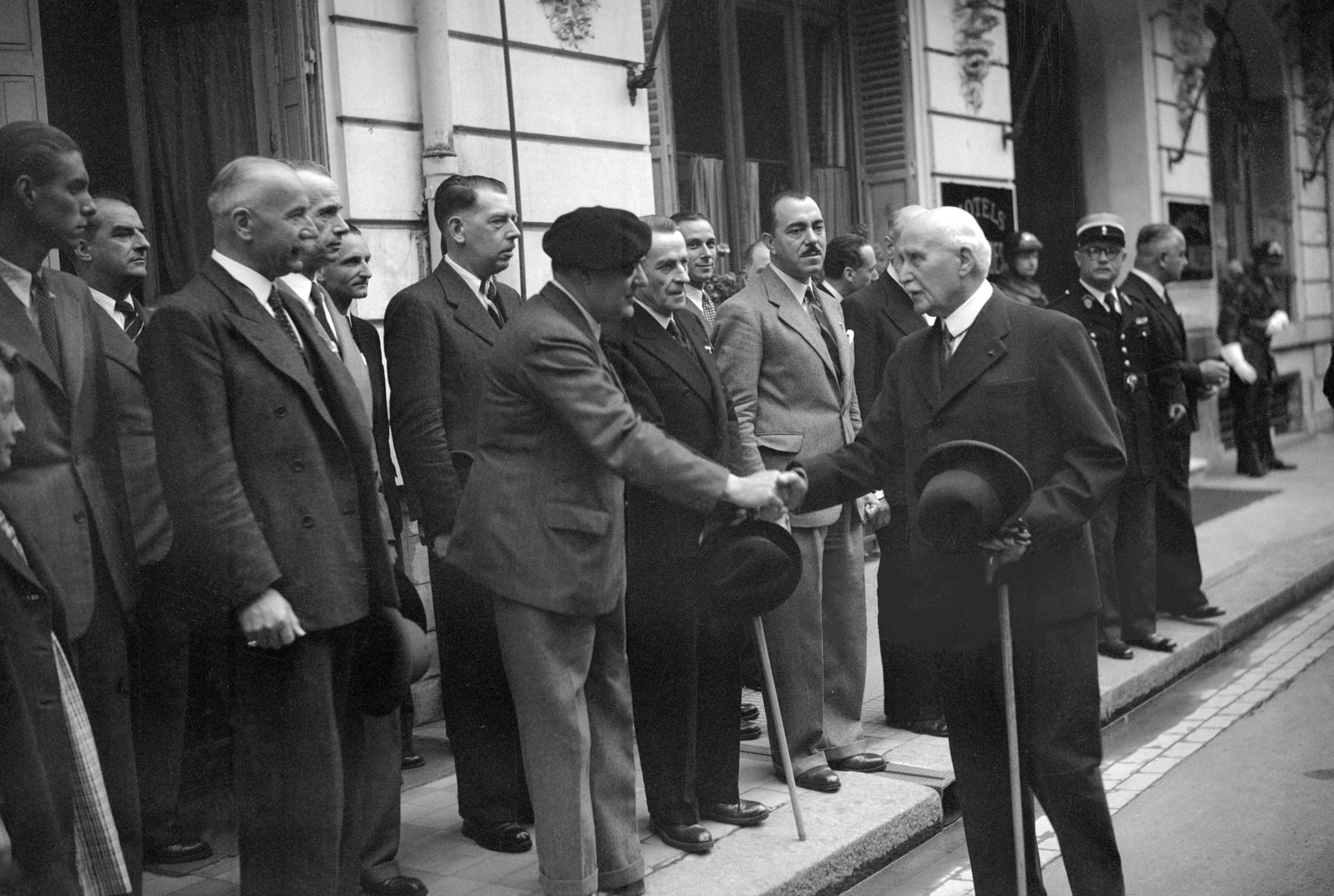
Xavier Vallat serrant la main du maréchal Pétain à Vichy en 1944.

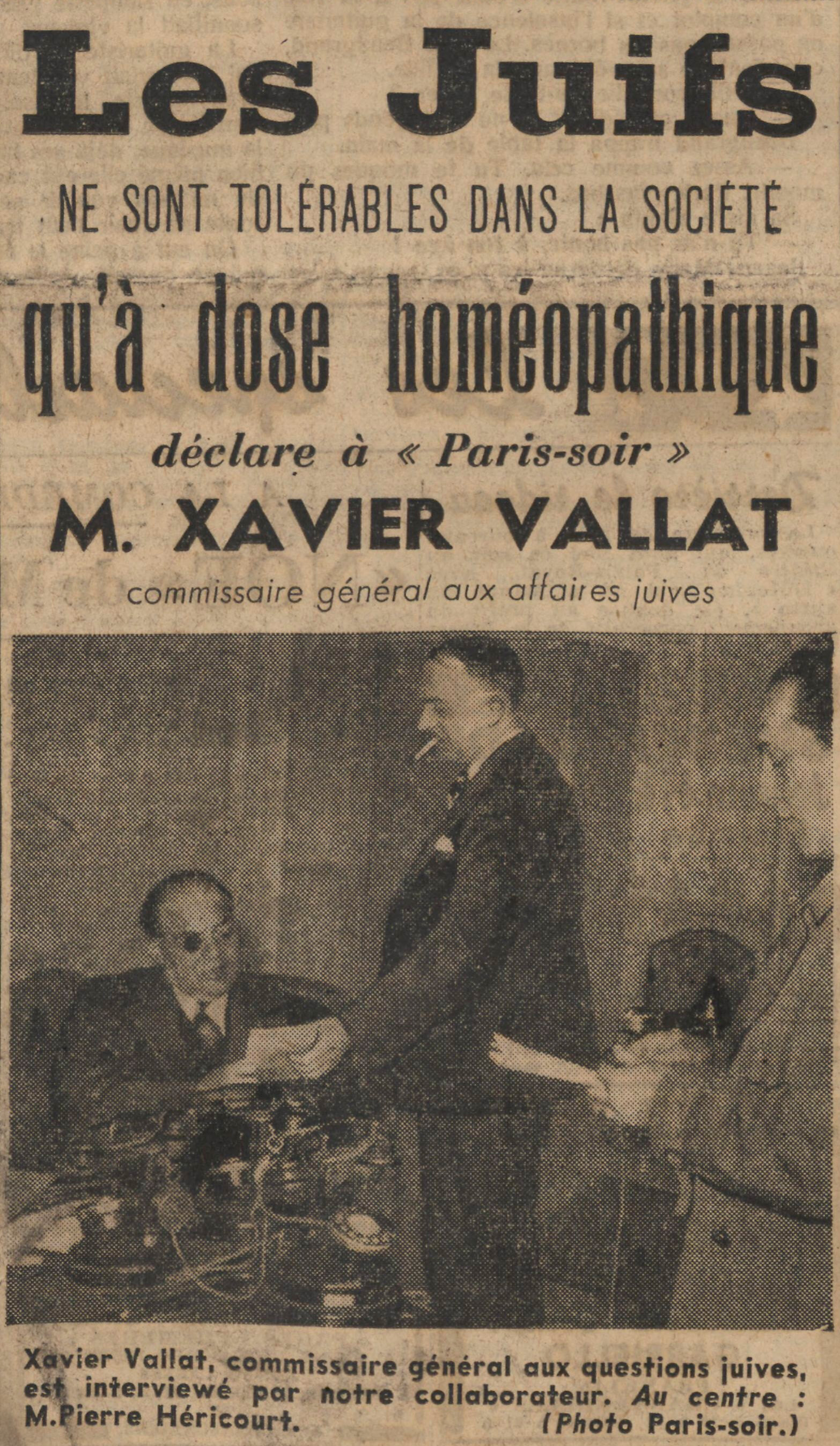
Les Juifs ne sont tolérables dans la société qu'à dose homéopathique.
Interview de Xavier Vallat, commissaire général aux questions juives, publiée dans le journal collaborationniste Paris-Soir (5 avril 1941).

Après la défaite militaire de juin 1940, Xavier Vallat siège avec la Chambre des députés à Vichy. Le 6 juillet 1940, il signe avec dix-neuf autres parlementaires une motion présentée par le député Gaston Bergery, qui vise l'instauration d'un parti unique. Le 9 juillet 1940, Vallat vote le projet de résolution relatif à la révision des lois constitutionnelles puis, le lendemain, les pleins pouvoirs constituants au maréchal Pétain.
D'abord associé au gouvernement de Vichy comme secrétaire général aux anciens combattants, et à ce titre responsable de la Légion française des combattants, il prend en mars 1941 la tête du Commissariat général aux questions juives, nouvellement créé, et fonde l'Union générale des israélites de France. Il s'entoure d'antisémites éprouvés, tels ses collègues avocats Félix Colmet-Daâge ou Robert Castille, son ancien adjoint, anciens des réseaux antimaçons comme Vallat, et anciens du Rassemblement antijuif de Louis Darquier de Pellepoix. Vallat prend notamment en charge le second statut des Juifs (plus restrictif que celui d'octobre 1940 déjà durci par le maréchal Pétain et Pierre Laval) et leur recensement (2 juin 1941) ainsi que la loi du 22 juillet 1941 qui organise l'appropriation et la liquidation des biens juifs par le régime de Vichy. Mal vu par les Allemands car il s'oppose au port de l'étoile jaune[réf. à confirmer], qui lui interdisent de se rendre en zone occupée[réf. à confirmer], il est remplacé sous leur pression en mai 1942 par l'antisémite assumé Louis Darquier de Pellepoix, avant le début des déportations des Juifs.
Xavier Vallat, qui a reçu la Francisque, reste pétainiste. Il remplace Jacques Péricard, décédé, comme vice-président de la Légion française des combattants en avril 1944. Du 29 juin au 19 août 1944, il remplace Philippe Henriot, après l'assassinat de ce dernier, au micro de Radio-Paris, à la demande de Pierre Laval.

### L'après-guerre: de la condamnation à l'engagement royaliste
Après la Libération de la France, Vallat est arrêté le 26 août 1944 à Vichy. Transféré à Paris, il est incarcéré à la prison de Fresnes en décembre. Trois ans plus tard, en décembre 1947, Xavier Vallat est jugé et condamné à dix ans d'emprisonnement et à l'indignité nationale à vie par la Haute Cour de justice,,,.
Parmi les témoins à décharge, il y a Antoine Pinay, Edmond Bloch, le docteur Gaston Nora, de confession juive, qui avait opéré Vallat en 1918, qui dira devant la Haute Cour que Xavier Vallat l'avait averti de la rafle du Vélodrome d'Hiver du 16 juillet 1942 et que cette information confidentielle a permis de sauver environ 10 000 juifs sur les 25 000 que les Allemands avaient décidé d'arrêter. Cette assertion est inexacte car volontairement exagérée par Gaston Nora,. En outre, lors de son procès, Xavier Vallat rectifie le témoignage à décharge :

« Je lui ai multiplié les conseils de prudence ; mais je n'ai pas pu lui indiquer une date de rafle, car je n'en ai jamais été informé qu'après coup moi-même »

— Xavier Vallat
Cette rumeur de Xavier Vallat sauvant 10 000 Juifs continue de circuler au fil des décennies du fait de l'absence de cette rectification dans Le Procès de Xavier Vallat présenté par ses amis publié en 1948 par Marie-Madeleine Martin.
Vallat assume lors de son procès son action antijuive, au nom de l'antisémitisme d'État cher à l'Action française et de l'antijudaïsme chrétien. Il nie avoir collaboré à l'action antisémite des Allemands et récuse tout racisme à l'égard des Juifs. Pour sa défense et celle du régime de Vichy, il déclare : « Je vous livre deux chiffres ; ce sera ma réponse. Alors que des 4 343 000 Juifs autochtones qui habitaient en Autriche, en Belgique, en Tchécoslovaquie, en Allemagne, en Grèce, en Hollande, au Luxembourg, en Pologne et en Yougoslavie, il ne reste que 337 500 survivants, ce qui veut dire que 92 % de ces Juifs ont disparu, les chiffres donnés pour la France par ce document officiel publié en 1946 prouvent que si, hélas ! la plupart des Juifs étrangers sont morts en déportation, 95 % des Juifs de nationalité française sont heureusement survivants. Voilà la réponse ».
Il affirme également que sous son administration, aucun Juif n'a été déporté et qu'il n'en a lui-même envoyé aucun dans un camp.
Xavier Vallat est transféré à la prison de Clairvaux en mars 1948. Il bénéficie en décembre 1949 d'une libération conditionnelle décidée par le garde des sceaux René Mayer, assortie d'une interdiction de séjour à Paris, ce qui provoque une campagne de protestation du Mouvement contre le racisme et pour l'amitié entre les peuples (MRAP),. Il retrouve sa liberté totale de mouvement en 1952, grâce à l'intervention d'Antoine Pinay, et il est finalement amnistié en 1954.
Après la guerre, il publie plusieurs ouvrages. Il écrit notamment sur Charles Maurras, qu'il a côtoyé à la prison de Clairvaux et avec qui il entretient une correspondance clandestine après sa libération. Redevenu monarchiste, il collabore sous pseudonyme au journal d'extrême droite Aspects de la France, périodique héritier de l'Action française. Sa participation annoncée à des réunions politiques royalistes et ses conférences ont parfois donné lieu à des incidents et à des protestations en raison de son passé vichyste et de son rôle dans sa politique antisémite, mais aussi en raison de son anticommunisme, à l'appel notamment du MRAP,,,
,
,
,,,. Il devient membre du comité directeur de la Restauration nationale (mouvement politique royaliste issu de l'AF, fondé en 1955), éditorialiste vedette d'Aspects de la France sous son nom, co-directeur (avec Georges Calzant) puis directeur de juin 1962 à février 1966 de ce périodique,.
Il collabora aussi à Libertés françaises, revue fondée en 1955 et dirigée par François Daudet, et moins régulièrement à Écrits de Paris, l'hebdomadaire France catholique, Notre temps, Ecclesia. Il participe à une séance du bureau d’études du Centre d'études politiques et civiques, sur la politique et l’armée, au domicile de Marcel Demonque, en novembre 1958, aux côtés du général Maxime Weygand. Il devient en 1963 membre du comité de patronage de la Société des Amis d'Édouard Drumont (héraut de l'antisémitisme).

### Dernières années et inhumation
Xavier Vallat se retire en 1966 à Annonay. Il prend position en faveur d’Israël lors de la guerre des Six Jours en 1967.
Il est enterré à Pailharès, en Ardèche le 8 janvier 1972. En signe de manifestation et arborant une étoile jaune, Beate et Serge Klarsfeld sont présents, accompagnés du photographe Élie Kagan, pour rappeler que Vallat fut le premier Commissaire aux questions juives,,,.

## Publications
- Dzonou. Menfouté. Contes vivarois en dialecte, avec bois dessinés et gravés par Jean Chièze, Au Pigeonnier, Maison du livre français, Paris, 1928, 40 p.
- La Vérité sur la franc-maçonnerie, Conférence faite aux Grandes conférences des ambassadeurs à Paris, le 27 avril 1934, Éditions des Ambassadeurs, Paris, 1934, 32 p.
- « L'affaire Stavisky », dans La Revue universelle des faits et des idées, 1982, 22 p. (texte d'une conférence prononcée en 1935).
- École nationale des cadres civiques. Le Problème juif. Conférence prononcée devant les stagiaires de la 3e session, Vichy, Secrétariat général à l'information et à la propagande, [1942], 22 feuillets.
- « Préface » à Gabriel Malglaive, Juif ou Français. Aperçus sur la question juive, [?], Éditions C.P.R.N., 1942, 223 p.
- Charles Maurras : numéro d'écrou 8321, Plon, Paris, 1953, 290 p.
- Le Nez de Cléopâtre, souvenirs d'un homme de droite, 1919-1944, préface de Charles Maurras, Éditions des Quatre fils Aymon, Paris, 1957, 311 p.
- La Croix, les lys et la peine des hommes, Éditions des Quatre fils Aymon, Paris, 1960, 301 p. ; 2e éd., 1973, 298 p.
- Lettres passe-murailles (correspondance échangée entre Charles Maurras et Xavier Vallat de mars 1950 à novembre 1952), La Table ronde, Paris, 1965, 251 p.
- Feuilles de Fresnes, 1944-1948, Éd. de l'auteur, Annonay, 1971, 272 p. ; rééd. Dualpha, 2022
- Le grain de sable de Cromwell : souvenirs d'un homme de droite, Paris, 1972, 284 p.
- « Le Soldat français de la Grande Guerre », dans L'Ordre français, no 244, octobre 1980, 20 p.

### Documents sonores
- « La France bouge » (texte lu), dans L' Action française : voix et chants. Xavier Vallat, Charles Maurras, Léon Daudet, voix ; Marie de Roux, Pierre Juhel, chant, SERP, Paris, 1989 (cassette audio ; paru d'abord en 33 t).
- Charles Maurras. Enregistrement sonore : « Maurras le martégal », « Maurras et le maréchal Pétain », Saint-Urbain, 33 t. Date et lieu non indiqués.

#### Études historiques
- Joseph Billig (préface d'Edmond Vermeil, avant-propos d'Isaac Schneersohn), Le Commissariat général aux questions juives (1941-1944), vol. 1, 2 et 3, Paris, Centre de documentation juive contemporaine, 1955-1957-1960, 392, 382 et 344 (ISBN 978-2-7071-4593-2 et 2-7071-4593-9, présentation en ligne).
- Stéphane Boiron, « Antisémites sans remords : les « bons motifs » des juristes de Vichy », Cités, Paris, Presses universitaires de France, no 36 « Le vertige du mal »,‎ 2008, p. 37-50 (lire en ligne).
- Corinne Bonafoux-Verrax, À la droite de Dieu : la Fédération nationale catholique, 1924-1944, Paris, Éditions Grasset, coll. « Nouvelles études contemporaines », 2004, 658 p. (ISBN 2-213-61888-7, présentation en ligne).
- Tal Bruttmann et Laurent Joly (préf. Michel Winock), La France antijuive de 1936 : l'agression de Léon Blum à la Chambre des députés, Sainte-Marguerite-sur-Mer, Éditions des Équateurs, 2006, 238 p. (ISBN 2-246-60831-7)Réédition : Tal Bruttmann et Laurent Joly (préf. Michel Winock), La France antijuive de 1936 : l'agression de Léon Blum à la Chambre des députés, Paris, CNRS éditions, coll. « Biblis : histoire » (no 146), 2016, 238 p. (ISBN 978-2-271-09202-1, présentation en ligne).
- Laurent Joly, Xavier Vallat (1891-1972) : du nationalisme chrétien à l'antisémitisme d'État, Paris, Éditions Grasset, 2001, 446 p. (ISBN 978-2-246-60831-8, présentation en ligne).
- Laurent Joly, Vichy dans la « Solution finale » : histoire du Commissariat général aux questions juives (1941-1944), Paris, Grasset, 2006, 1014 p. (ISBN 2-246-63841-0, présentation en ligne).
- Laurent Joly, « Antisémites et antisémitisme à la Chambre des députés sous la IIIe République », Revue d'histoire moderne et contemporaine, Paris, Belin, nos 54-3,‎ juillet-septembre 2007, p. 63-90 (ISBN 978-2-70114-571-6, ISSN 0048-8003, DOI 10.3917/rhmc.543.0063, lire en ligne).
- Laurent Joly, L'antisémitisme de bureau : enquête au cœur de la Préfecture de police de Paris et du Commissariat général aux questions juives (1940-1944), Paris, Grasset, 2011, 444 p. (ISBN 978-2-246-73691-2, présentation en ligne).
- Jean-Paul Cointet, Les hommes de Vichy : l'illusion du pouvoir, Paris, Éditions Perrin, 2017, 374 p. (ISBN 978-2-262-04929-4, OCLC 976425637).
- Nicolas Morand, « Un législateur antisémite au service du Maréchal. Tribune de Xavier Vallat en haute Cour de Justice de la Libération, Mémoire de séminaire », Institut d'Études Politiques de Lyon, 2013

#### Ouvrages favorables à Xavier Vallat
- Michel de Saint Pierre, Jacques Perret, chanoine Popot, Eugène Frot, et al., Xavier Vallat : 1891-1972, Paris, 1977, 71 p.
- François Brigneau, Xavier Vallat et la question juive : pour le cinquantième anniversaire de son procès en Haute Cour, vol. 6e série, no 2, Paris, Publications FB, coll. « Mes derniers cahiers », 1997, 111 p. (lire en ligne).
- Le procès de Xavier Vallat, présenté par ses amis, Paris, éditions du Conquistador, 1948.

### Fonds d'archives
- Archives conservées par :   - archives municipales de Lyon (21II/1-77, 1876-1977, ks931jp4dhtm)
  - Archives nationales (3W/336-338, consultationPogN3.action?nopId=c614xe1dril-1gcy84svph3ey&pogId=FRAN_POG_04&search=)

### Filmographie

#### Télévision
- 1992: Hôtel du Parc, de Pierre Beuchot: joué par Marc Betton (téléfilm).
- 2009: Le Commissariat, de Michel Andrieu d'après l’œuvre de Laurent Joly Vichy dans la solution finale: joué par Jacques Bonnaffé (téléfilm).
- 2010: Xavier Vallat, « un bon Français », de Sylvie Cozzolino (documentaire).